# Eixo da Revolta

Eixo da Revolta (Rússia, China, Irão, Coreia do Norte).

Eixo da Revolta (do inglês: Axis of Upheavel) refere-se à crescente colaboração antiocidental entre a Federação Russa, a República Islâmica do Irão, a República Popular da China (RPC) e a República Popular Democrática da Coreia (RPDC) começando no início da década de 2020. O termo foi cunhado em 2024 pelos analistas de política externa do Centro para uma Nova Segurança Americana, Richard Fontaine e Andrea Kendall-Taylor, e usado por outros analistas de política externa, oficiais militares, e grupos internacionais desde então. Também é chamado de eixo das autocracias, quarteto mortal e CRINK.
A aliança flexível geralmente representava-se em discursos diplomáticos e declarações públicas como uma coligação "anti-hegemônica" e "anti-imperialista" com intenções de desafiar o que considerava ser uma ordem global dominada pelo Ocidente para remodelar as relações internacionais numa ordem multipolar de acordo com os seus interesses compartilhados. Embora não constituam um bloco formal, estas nações têm coordenado cada vez mais os seus esforços económicos, militares e diplomáticos, envidando grandes esforços para ajudarem-se mutuamente a minar a influência ocidental.

## Termo
O termo "Eixo da Revolta" foi cunhado no artigo de abril de 2024 " The Axis of Upheaval ", escrito pelos analistas de política externa Richard Fontaine e Andrea Kendall-Taylor para a revista Foreign Affairs, como parte do Centro para uma Nova Segurança Americana, um grupo de reflexão sobre segurança nacional sediado nos Estados Unidos. Fontaine escolheu a frase porque ela representa o desdém compartilhado do grupo de nações e o desejo de erradicar a influência e os valores ocidentais sem usar uma linguagem "muito autoritária", como no caso do "Eixo do Mal" ou "eixo da autocracia".
A chefe de planeamento político da Organização do Tratado do Atlântico Norte, Benedetta Berti, expressou que preferia usar a frase "convergência estratégica" em vez de "eixo" ao descrever a coligação de nações.

## Contexto
As raízes da cooperação entre as nações do eixo remontam a décadas, durante o início da Guerra Fria, com base na divisão entre o Primeiro Mundo e o Segundo Mundo. A União Soviética representava a superpotência líder desta última, fornecendo assistência e partilhando filosofias comunistas e antiocidentais com a República Popular da China e a Coreia do Norte.
Embora estas nações tenham permanecido geralmente em termos neutros ou bons desde a dissolução da União Soviética, a sua aliança  intensificou-se significativamente após a invasão da Ucrânia pela Rússia em 2022. A analista de política externa Andrea Kendall-Taylor afirmou que parece que o presidente russo Vladimir Putin avaliou mal o nível de coordenação ocidental "extraordinária" entre os Estados Unidos, a Europa e outros países amigos do Ocidente em sanções económicas e ajuda militar à Ucrânia. No entanto, ela expressou que a resposta linha-dura e absoluta do Ocidente serviu inadvertidamente como um catalisador para a Rússia acelerar a pressão por laços económicos e diplomáticos mais estreitos com nações em desacordo com as nações ocidentais, devido ao facto de aparentemente marcar um "ponto sem retorno" para as relações russo-ocidentais que aumentou a determinação de Putin em superá-los.
Em 2021, Clifford May descreveu a Rússia, a China e o Irão como potências neo-imperialistas que "procuram restaurar o que consideram os seus reinos legítimos, e todas veem os EUA como o seu maior obstáculo. É nesta base que têm agora uma aliança florescente". Ao discutir o neoimperialismo russo na Ucrânia, Orlando Figes escreveu em 2022 que "podemos ver um novo tipo de império surgindo na Eurásia, unindo países com queixas históricas contra o Ocidente". Ele disse que “ideias de carácter nacionalista, socialmente conservador, anti-ocidental e religioso... sustentam ditaduras na Rússia, China e Irão”.

## Características
Embora o Eixo da Revolta não seja uma união ou aliança formal, ele geralmente é unido por uma oposição compartilhada ao que chama de hegemonia dos EUA e à ordem internacional liderada pelo Ocidente. Os países do eixo aumentaram drasticamente a sua cooperação económica e militar, ao mesmo tempo que coordenavam os seus esforços diplomáticos, de informação e de segurança, operando como uma coligação flexível de estados com ideias semelhantes, em resistência à pressão económica ou ideológica das nações ocidentais.
O diplomata e historiador americano Philip Zelikow afirmou que o Eixo da Revolta representou a terceira vez na história recente que os Estados Unidos enfrentaram um "conjunto propositado de adversários poderosos num período da história militarizado e em rápida mudança, aquém de uma guerra total". Os casos anteriores incluíram as Potências do Eixo da Itália Fascista, Alemanha Nazi e Japão Imperial de 1937 a 1941, e o início da Guerra Fria contra a União Soviética e a China de 1948 a 1962. Ele analisou que os líderes do atual Eixo da Revolta compartilham características com líderes desses períodos anteriores, como Adolf Hitler, Josef Stalin e Mao Zedong; eles veem-se como figuras históricas operando em ambientes isolados, separados de visões e pressões divergentes. Ele afirmou que este isolamento partilhado pelos líderes das quatro nações pode levar a decisões que podem parecer irracionais para observadores externos, com a propaganda estatal autocrática a censurar ainda mais os pontos de vista divergentes, ao mesmo tempo que caracteriza outras ordens internacionais como ameaças existenciais para eles e para a sua cultura, que exigem conflito e sacrifício para serem repelidas.
Apesar da crescente cooperação, existe uma desconfiança histórica de eventos anteriores, como a invasão do Irão pela União Soviética em 1941, a apreensão da China à agressão militante da Coreia do Norte e uma disputa de fronteira entre a Rússia e a China que terminou em 2004. Os atuais interesses conflituantes entre as nações incluem disputas entre a Rússia e a China pelo controle da Ásia Central e a competição entre o Irão e a Rússia pelos mercados de petróleo asiáticos. Além disso, o eixo não parece ter uma visão positiva coerente para uma nova ordem global, e os seus membros permanecem economicamente interdependentes com o Ocidente em vários graus, tornando a oposição directa aos ultimatos emitidos mais difícil de justificar.
Apesar disso, o cientista político Hal Brands observou que a sua aliança, forjada a partir do seu desdém mútuo pela "ordem existente", assemelhava-se a muitas das "alianças mais destrutivas" da história, que foram feitas a partir de acordos grosseiros para se unirem contra uma ordem ou aliança maior e oposta, com "pouca coordenação e ainda menos afeição".
As motivações que impulsionam a aliança flexível são multifacetadas, mas estão centradas principalmente no desejo de maior influência regional e controlo, afastando-os do "imperialismo" das potências ocidentais. Os membros do eixo rejeitam os valores universais definidos pelo Ocidente e a "defesa da sua marca de democracia como uma tentativa de minar a sua legitimidade e fomentar a instabilidade interna". Eles veem a presença dos EUA nas suas regiões de influência como uma ameaça aos seus interesses e soberania, afirmando que deveriam ter o direito de instituir a democracia com base nas suas próprias instituições e cultura, em vez de serem moldados à força pelos princípios ocidentais. Coletivamente, eles representam-se como anti-imperialistas que compartilham o objetivo de criar uma ordem mundial multipolar que diminua o domínio global dos EUA, o que inclui resistir à "interferência externa nos seus assuntos internos, à expansão de alianças dos EUA, ao estacionamento de armas nucleares americanas no exterior e ao uso de sanções coercitivas".
Todos os quatro estados foram descritos como autocráticos ou autoritários com extensas campanhas de propaganda estatal, enquanto que a Rússia, a China e o Irão também foram descritos como neo-imperialistas ou expansionistas (ver neo-imperialismo russo e imperialismo chinês). Além disso, a Coreia do Norte é uma das poucas ditaduras personalistas restantes com cultos de personalidade generalizados.

## Cooperação

### Cooperação económica
Os laços económicos entre os membros do eixo  fortaleceram-se consideravelmente desde 2022. Após a assinatura no início de 2022 de um acordo conjunto entre o presidente chinês Xi Jinping e Vladimir Putin estabelecendo uma "parceria sem limites", a China  tornou-se o maior parceiro comercial da Rússia, com o comércio bilateral atingindo níveis recordes em 2023 e 2024. Em 2023, o comércio entre a Rússia e a China ultrapassou US$ 240 mil milhões, com a Rússia substituindo o comércio de petróleo da Arábia Saudita como a maior fonte de petróleo da China. O Irão e a Rússia concordaram em negociar nas moedas nacionais um do outro para reduzir a dependência mútua do dólar americano em transações internacionais. A China também aumentou as suas compras de petróleo e gás natural russos, fornecendo uma "tábua de salvação" económica crucial para a indústria petrolífera e a economia da Rússia em face da pressão gerada pelas amplas sanções ocidentais. Muitos destes acordos comerciais, redes alternativas e transações através de fronteiras partilhadas pareciam ter sido criados especificamente para contornar as sanções e restrições comerciais ocidentais.
Para o Irão, as exportações da Rússia aumentaram 27% de Janeiro a Outubro de 2022.
A Rússia também desafiou as sanções do Conselho de Segurança das Nações Unidas ao descongelar ativos norte-coreanos no valor de vários milhões de dólares americanos.

### Cooperação militar
A colaboração militar também se intensificou entre os quatro estados, com o Irão fornecendo veículos aéreos não tripulados (VANTs) à Rússia para uso na Ucrânia. Do início da invasão russa até o final de abril de 2024, a Rússia usou cerca de 3.700 drones projetados pelo Irão em combate e expressou planos de colaborar com o Irão na construção de uma fábrica de drones russa. A Rússia retribuiu a assistência militar concedendo ao Irão novas capacidades de defesa aérea, inteligência e vigilância, aeronaves modernas e habilidades cibernéticas. A Rússia também forneceu mais armas ao Irão e aos seus representantes, como o Hezbollah, especialmente após o início do conflito entre Israel e o Hezbollah em 2023.
Embora a China tenha evitado publicamente transferir armas para a Rússia, ela exportou mais de US$ 300 milhões em itens de uso duplo que podem ser usados tanto por civis quanto pelas forças armadas se os componentes enviados forem montados ou adaptados para uso militar. Os artigos de dupla utilização exportados da China para a Rússia incluem microchips, equipamento de interferência, equipamento de telecomunicações, peças para aviões a jato, sensores e radares, e máquinas-ferramentas, cada um dos quais ajudou a sustentar o seu esforço de guerra e a evitar a escassez causada pelas sanções ocidentais. De 2018 a 2022, a Rússia forneceu 83% das importações de armas militares da China. As exportações da China para a Rússia contribuíram para metade do seu crescente fornecimento de microchips e componentes de computadores, atingindo níveis próximos dos que existiam antes da invasão.
A Coreia do Norte forneceu à Rússia cerca de 2,5 milhões de munições e mísseis balísticos. Em outubro de 2024, foi revelado que a Coreia do Norte começou a enviar tropas para a Rússia para apoiar sua guerra na Ucrânia.
As quatro nações também se envolveram em vários tipos de exercícios militares conjuntos, incluindo exercícios navais entre a China, o Irão e a Rússia no Golfo de Omã nos últimos três anos, e exercícios navais propostos pela Rússia entre esta, a Coreia do Norte e a China.

### Cooperação diplomática
A coordenação diplomática entre os membros do eixo tornou-se cada vez mais evidente, com cada nação oferecendo apoio mútuo em fóruns internacionais como as Nações Unidas. A Rússia e a China têm feito esforços para legitimar o Irão, incluindo-o em organizações como o BRICS e a Organização de Cooperação de Xangai. As suas mensagens coordenadas sobre questões globais opunham-se frequentemente às interpretações dos acontecimentos mundiais lideradas pelo Ocidente e pelos Estados Unidos, com um "propósito partilhado de anular os princípios, regras e instituições que sustentam o sistema internacional prevalecente".
Além disso, o Irão conduziu exercícios militares com a Organização do Tratado de Segurança Coletiva (OTSC), solidificando ainda mais as suas parcerias estratégicas na região. Além disso, o estabelecimento de acordos de livre comércio entre o Irão e a União Económica Eurasiática fortaleceu os laços económicos, permitindo uma integração mais profunda dentro da estrutura regional.
A Rússia defendeu o Hezbollah e outros representantes do Irão durante os debates do Conselho de Segurança da ONU. Da mesma forma, a China divulgou publicamente declarações e assumiu posições durante debates internacionais culpando a interferência da OTAN na Ucrânia pelo início da guerra. Além disso, a Rússia, o Irão e a China usaram os seus meios de comunicação social estatais e as redes sociais para apoiar o Hamas, para justificar as ações por eles tomadas e para criticar Israel e os EUA após o ataque de Outubro de 2023 pelos seus papéis hipócritas em ataques civis em massa e crises humanitárias na Faixa de Gaza.

## Impacto
O rápido desenvolvimento do Eixo da Revolta contribuiu para minar a eficácia das sanções ocidentais e dos controlos de exportação, como aqueles contra a Rússia, corroeu as vantagens militares dos EUA em regiões importantes, incluindo o Médio Oriente, e apresentou desafios crescentes às normas e instituições internacionais. Além disso, as ações do eixo encorajaram outros estados e atores anti-ocidentais, contribuindo para um ambiente global mais instável.
A analista de política externa Andrea Kendall-Taylor acredita que a influência resultante do eixo das nações está a impulsionar a transformação do atual "sistema internacional" num caracterizado por duas ordens cada vez mais organizadas com valores e interesses regionais opostos, uma mudança que, segundo ela, provavelmente dará origem a uma maior instabilidade global e ao início de conflitos. Ela observou vários casos de aumento de conflitos mundiais relacionados à cooperação da coligação. Isto incluiu o aumento de conflitos regionais, como a nova invasão e reintegração de Nagorno-Karabakh pelo Azerbaijão, ameaças à Guiana pela Venezuela, aumento da tensão entre Kosovo e Sérvia e um aumento de golpes em várias nações africanas, incluindo Níger e Burkina Faso. Ela previu que a agressão oportunista, como a Rússia atacando a Europa enquanto os Estados Unidos estão envolvidos numa guerra contra a China, poderia ser um futuro motor de conflito mundial.
Em resposta a esta ameaça emergente, as nações ocidentais, lideradas pelos Estados Unidos, aumentaram o seu foco em combater o desafio coletivo representado pelo eixo, o que envolveu esforços para fortalecer alianças e parcerias existentes. Em 2024, a NATO reafirmou os seus compromissos de segurança em regiões instáveis, como o Sudeste Asiático, e apelou ao aumento das despesas de defesa e do envolvimento diplomático para corresponder ao aumento da cooperação de uniões potencialmente desestabilizadoras.
Contudo, o crescente populismo e a polarização política na União Europeia e nos Estados Unidos ameaçam minar a unidade na aliança.
A analista de política externa Andrea Kendall-Taylor argumentou que derrotar a Rússia na Ucrânia seria crucial para enfraquecer a capacidade do eixo de causar desestabilização. Ela também acreditava que os EUA não deveriam despriorizar a agressão russa à Ucrânia e à Europa, concentrando-se principalmente na disputa chinesa no Mar da China Meridional, já que ambos os conflitos estão conectados pelo eixo. Ela afirmou que a Europa precisava de desenvolver um exército mais forte e de pressionar por uma maior ênfase na política externa, para que os EUA pudessem abordar os diferentes conflitos globais de forma uniforme, sem que os seus recursos e atenção fossem demasiado limitados. O general Sir Roly Walker corroborou estas declarações, afirmando que o Reino Unido precisava de “duplicar a letalidade do seu exército” em três anos para se preparar para o conflito com as nações do Eixo da Revolta.